# Luigi Giorgi
Pour les articles homonymes, voir Giorgi.
Raffaele Evaristo Luigi Giorgi (1848-1912) est un orfèvre, sculpteur et médailleur italien, qui fut graveur en chef de la Monnaie de Rome.

## Biographie
Né en 1848 à Lucques, orphelin dès 1856, Luigi Giorgi, qui devient borgne après un accident, est placé comme apprenti chez un orfèvre, un certain Panelli, tout en fréquentant l'Institut des beaux-arts de Lucques, où il s'exerce à copier les œuvres des maîtres — il est dit que son père Paolo était également orfèvre et qu'il avait fui le foyer. Le directeur de l'Institut, Sebastiano Onestini, le remarque et l'encourage. Il acquiert une belle réputation d'excellent portraitiste qui lui vaudra l'admiration de Leonardo Bistolfi et de Pietro Canonica avec lequel il travailla,.

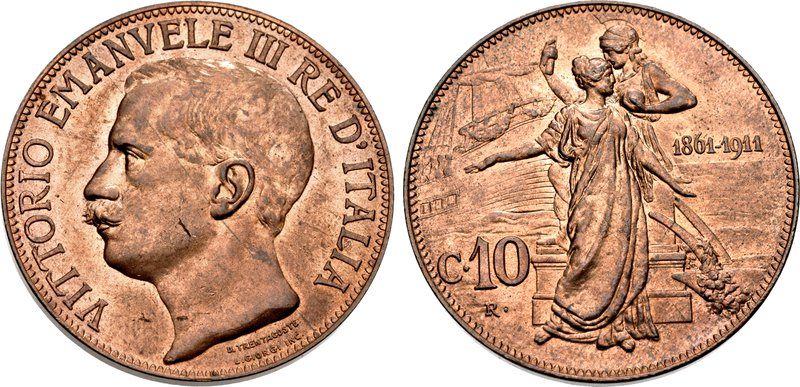
Pièce de 10 centimes de 1911 (avers et revers) signée avec Domenico Trentacoste.

Il se fait connaître à partir des années 1880 avec une série de médailles commémoratives. D'abord à Florence, où il doit graver une médaille en l'honneur de Garibaldi. Puis, entre autres, celle de 1884 destinée à célébrer le cinquantième anniversaire du Risorgimento, et celle du  VIIIe centenaire de l'université de Bologne en 1888, représentant à l'avers un portrait du roi Umberto ; d'autres médailles encore : pour les 400 ans de la mort du Tasse (1898), pour le centenaire de Giacomo Leopardi (1898), pour la mort du roi Umberto (1900), pour les 500 ans de la naissance de Benvenuto Cellini (1900), pour la mort de Giuseppe Verdi (1901), etc.
Il est nommé graveur en chef de la Monnaie royale de Rome en 1906, succédant à Filippo Speranza (1839-1903). Il est l'auteur des types et gravures des pièces courantes comportant le profil de Victor-Emmanuel III, pour des valeurs de 1, 2, 10 centimes en bronze, et de 1 et 2 lires en argent des années 1908-1913, ainsi que pour les pièces de 2 et 5 lires frappées en 1911 pour commémorer le cinquantenaire de l'Unité italienne ; son nom apparaît également, avec celui de Domenico Trentacoste, sur les pièces d'or frappées en 1910-1912 de 100, 50, 20 et 10 lires type « travail » et sur celle au type Cinquantenario de 1911. 
En 1907, il devient le premier directeur de la Scuola dell'arte della medaglia (école de l'art de la médaille) établie au sein même de la Monnaie de Rome, dont le nouveau bâtiment est inauguré en 1911.
Giorgi a également conçu des monnaies destinées aux territoires coloniaux italiens dont la série de 1909-1913 pour la Somalie italienne, et quelques monnaies pour les papes Léon XII et Pie X. Il est peu probable qu'il soit l'auteur du portrait du général Yuan Shikai gravé pour la pièce de 1 yuan de la République de Chine en 1919-1920, car un homonyme, Luigi Giorgi (1880-1954), travaillait à cette époque à la Monnaie de Tientsin, depuis 1910. Il fut remplacé par Attilio Silvio Motti.
Giorgi possédait un atelier à Florence ; il meurt le 20 août 1912 à Rome d'une crise cardiaque.